# Clathrinidae
Clathrinidae is een familie van sponsdieren uit de klasse van de Calcarea (kalksponzen).

## Geslacht
- Arthuria Klautau, Azevedo, Cóndor-Luján, Rapp, Collins & Russo, 2013
- Borojevia Klautau, Azevedo, Cóndor-Luján, Rapp, Collins & Russo, 2013
- Brattegardia Klautau, Azevedo, Cóndor-Luján, Rapp, Collins & Russo, 2013
- Clathrina Gray, 1867
- Ernstia Klautau, Azevedo, Cóndor-Luján, Rapp, Collins & Russo, 2013
- Guancha Miklucho-Maclay, 1868